# Xestoblatta erythrina
Xestoblatta erythrina är en kackerlacksart som först beskrevs av Walker, F. 1868.  Xestoblatta erythrina ingår i släktet Xestoblatta och familjen småkackerlackor. Inga underarter finns listade i Catalogue of Life.